# Dobrošov (Náchod)
Dobrošov (německy  Dobroschau) je vesnice, část okresního města Náchod. Nachází se asi 3 km na jihovýchod od Náchoda v Podorlické pahorkatině v nadmořské výšce 580 metrů. Katastrální území Dobrošova měří 3,98 km². Podle obce byla také pojmenována rozsáhlá dělostřelecká tvrz, která byla na jejím východním okraji vybudována před druhou světovou válkou.

## Historie
První písemná zmínka o vsi je z roku 1415. Roku 1612 je uvedena v privilegiu, které městu Náchodu udělil majitel panství Albrecht Václav Smiřický, podle něhož právováreční měšťané mohou čepovat svoje pivo ve zdejší panské krčmě. V roce 1890 měl Dobrošov 65 domů, 453 obyvatel (všichni Češi), dvoutřídní školu a rozšířené domácké tkalcovství.

### Turistická chata
Náchodský místní odbor Klubu českých turistů, založený r. 1893, postavil v r. 1895 na vrchu Dobrošově (624 m n. m., 0,5 km jz. od vsi) provizorní turistickou chatu s rozhlednou. V červnu 1918 se po "národní přísaze" českých kulturních a politických představitelů konal v Náchodě Jiráskův den, při němž byla chata pojmenována po spisovateli. Když se po první světové válce stal vrchol Dobrošova významným výletním místem, vystavěl Klub českých turistů v letech 1921–1924 novou rozhlednu s turistickou chatou podle projektu Dušana Jurkoviče z roku 1912.

### Opevnění
Na základě rozhodnutí z roku 1934 o koncepci strategické obrany ve stálých železobetonových opevněních se měl Dobrošov stát místem jedné ze tří dělostřeleckých tvrzí v oblasti Českého koutku. Tvrz se měla skládat ze sedmi objektů spojených podzemím: dvou pěchotních srubů (Můstek, Jeřáb), dvou dělostřeleckých srubů (Zelený, Amerika), otočné a výsuvné dělové věže (Maliňák), otočné minometné věže (Kaplička) a vchodového objektu (Portál). Stavba byla zadána v létě 1937 a tvrz měla být dokončena za dva roky, takže se ji nepodařilo do září 1938 dokončit. Vybetonovány byly oba pěchotní sruby, dělostřelecký srub Zelený, bylo vyraženo a částečně vybetonováno podzemí. Samostatné pěchotní sruby a lehké opevnění byly však v září 1938 již vyzbrojeny a připraveny k obraně. Výstavba opevnění významně ovlivnila život obyvatel (výkup pozemků, pracovní příležitosti aj.).

### Poválečný vývoj
Po únoru 1948 byla Jiráskova chata náchodským turistům odebrána a za normalizace sloužila tehdejšímu režimu jako zařízení politické indoktrinace. Vleklý spor o vlastnictví po listopadu 1989 skončil až v roce 1995, kdy ji Klub českých turistů vykoupil zpět. Následovaly opravy a znovu byla chata otevřena v září 2002.
V roce 1957 byli zdejší rolníci mezi posledními v blízkém okolí Náchoda, kteří podlehli nátlaku a založili jednotné zemědělské družstvo. V roce 1969 byla zásluhou okresního muzea zpřístupněna zdejší pevnost. V rámci plánované integrace obcí byl Dobrošov spolu s pěti dalšími obcemi k 1. červenci 1985 připojen k Náchodu. V té době politického napětí v Náchodě poměrně dlouho přetrvávala fáma, že v rozsáhlém podzemí pevnosti Dobrošov jsou ukryty střely středního doletu s jadernými hlavicemi.

## Přírodní poměry
Severně od vesnice se nachází přírodní památka Březinka.

## Galerie

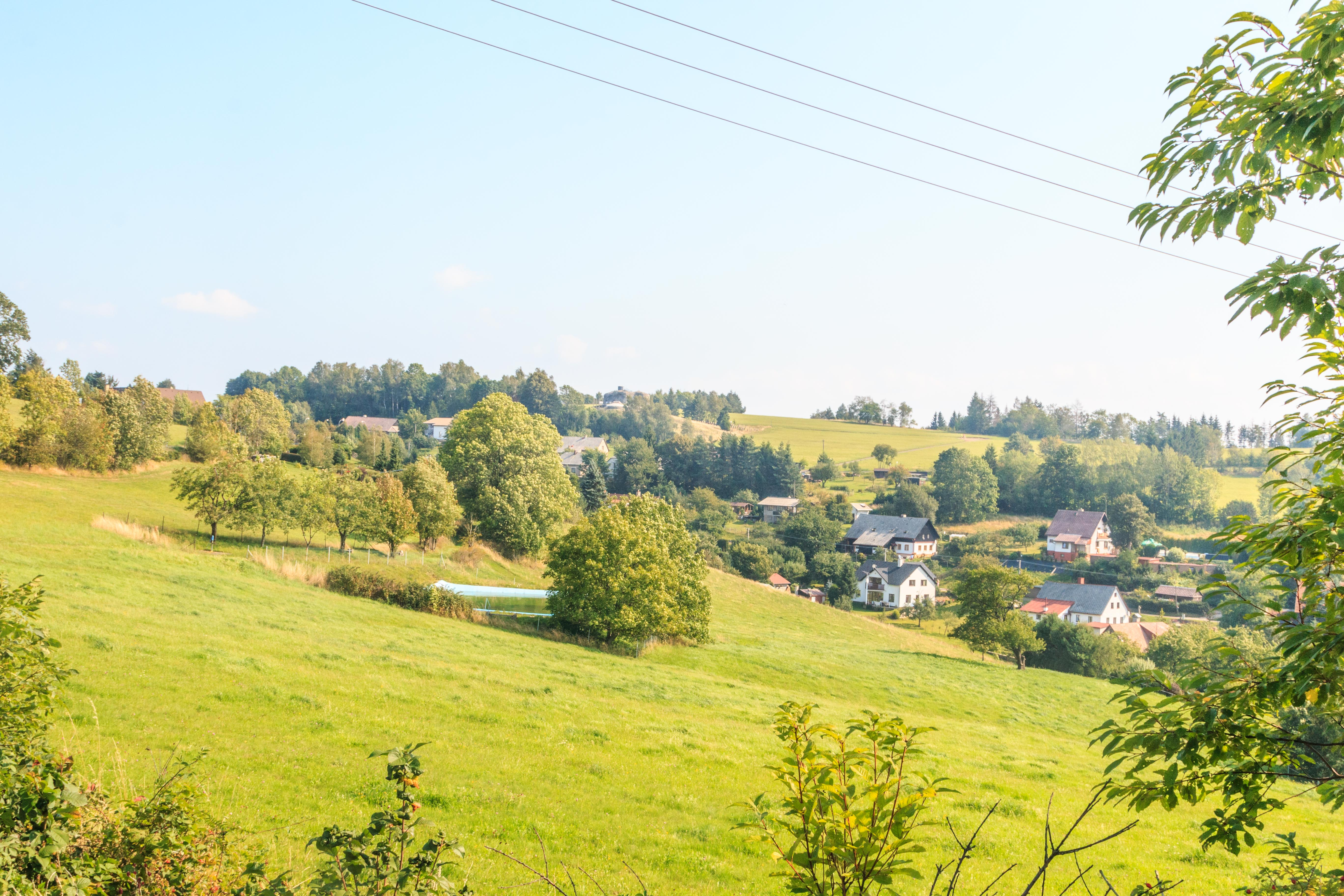
Dobrošov u Náchoda – pohled při příjezdu od Jizbice
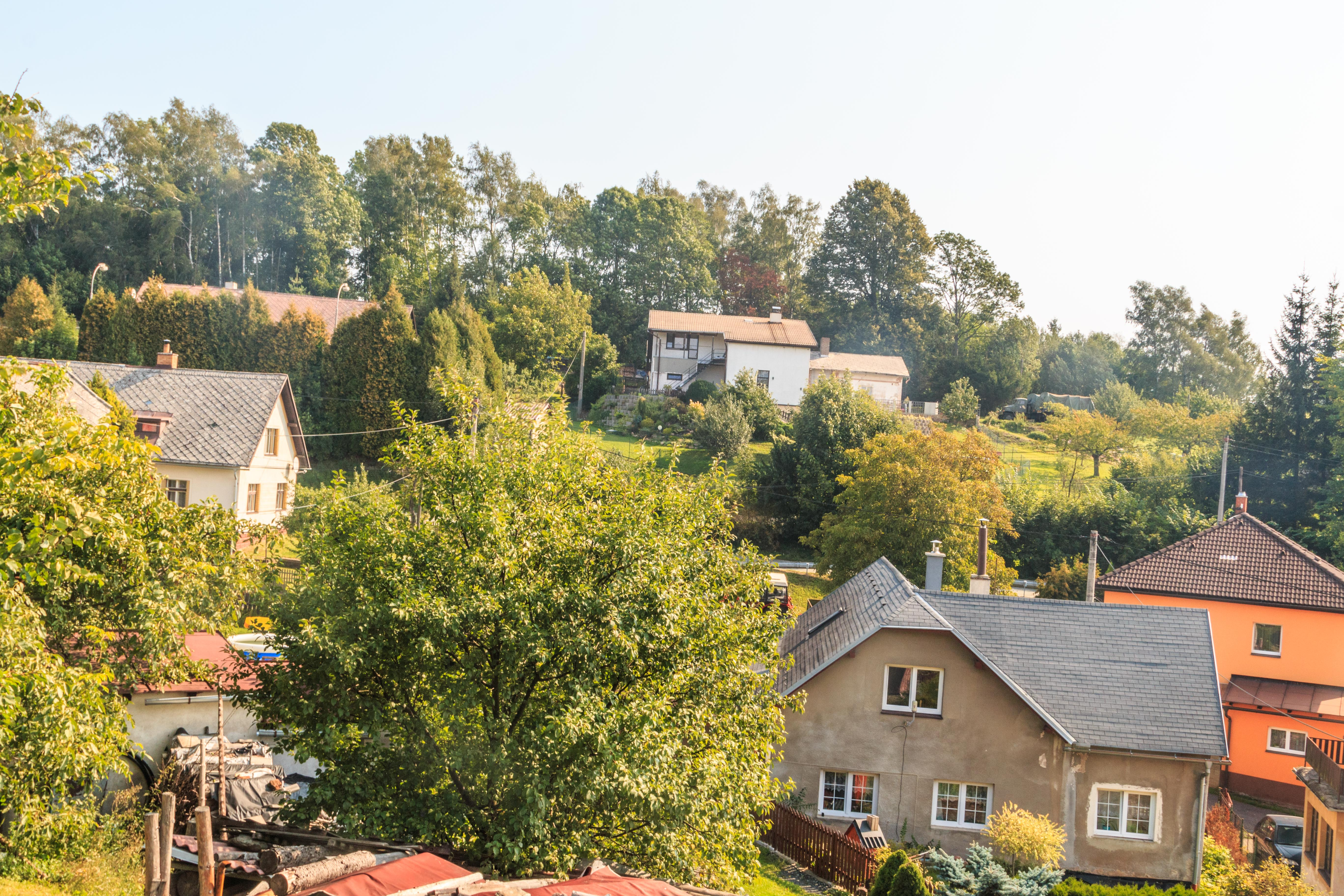
Dobrošov u Náchoda
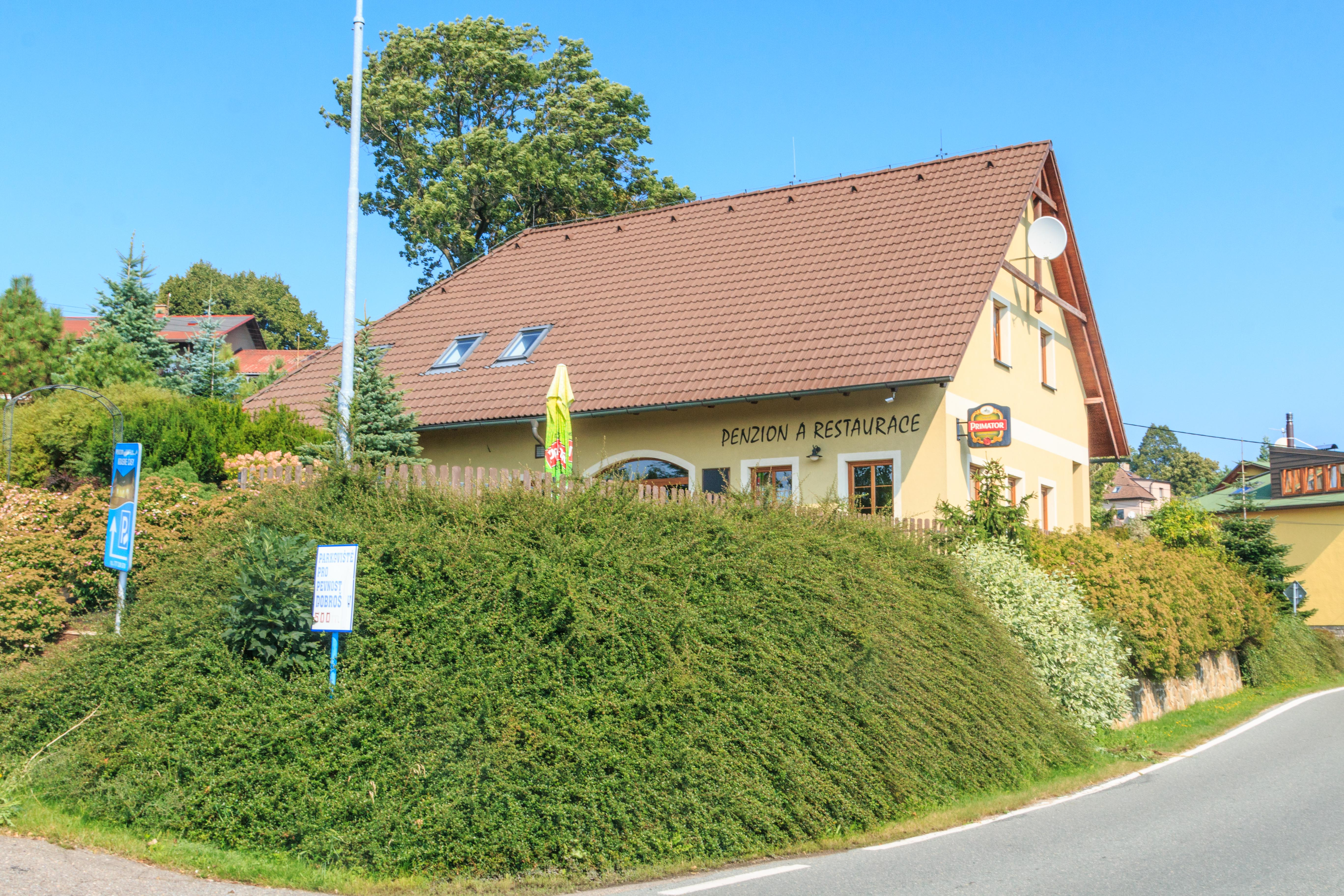
Dobrošov u Náchoda – penzion Krásné časy
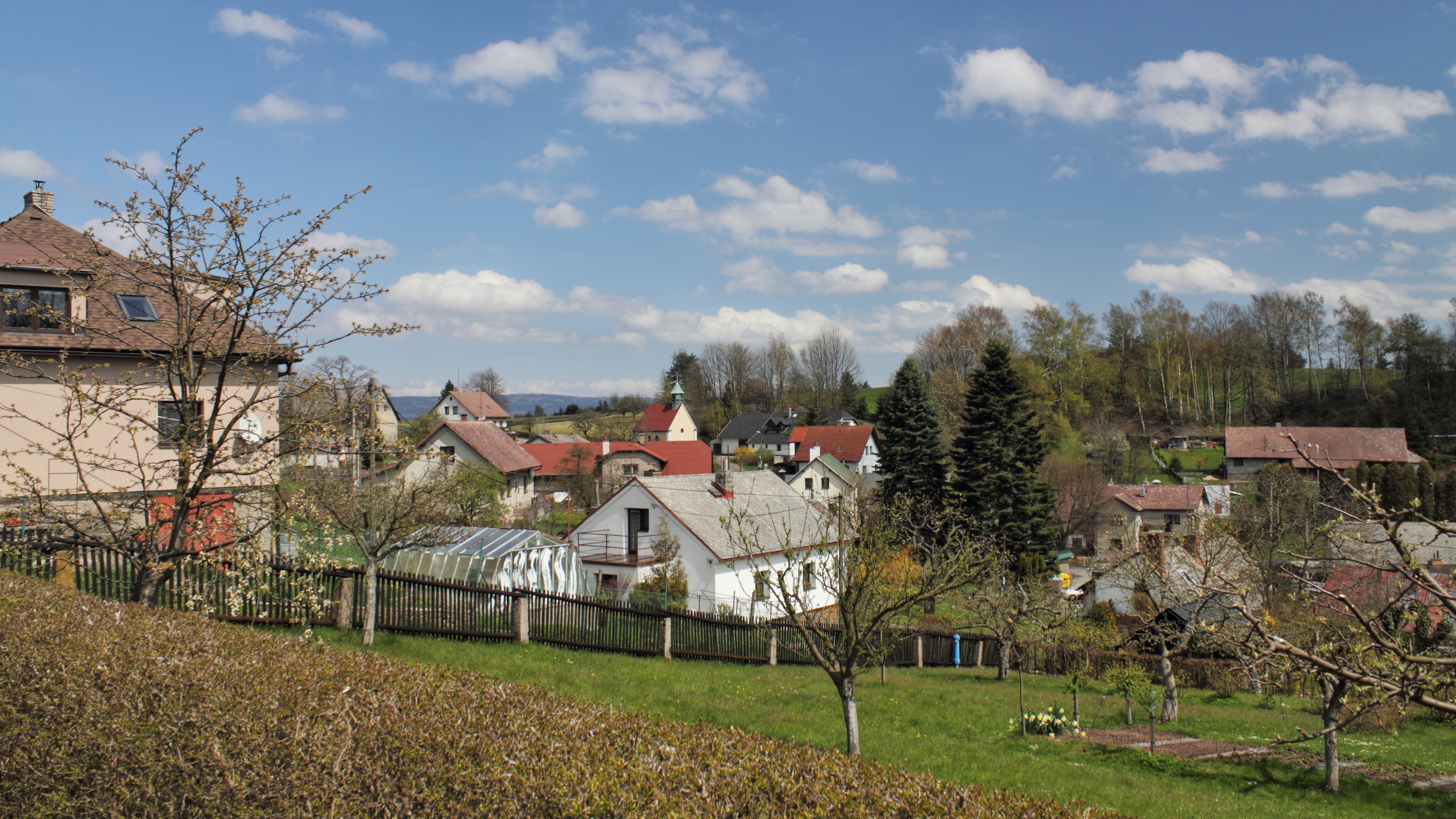
Dobrošov, Náchod
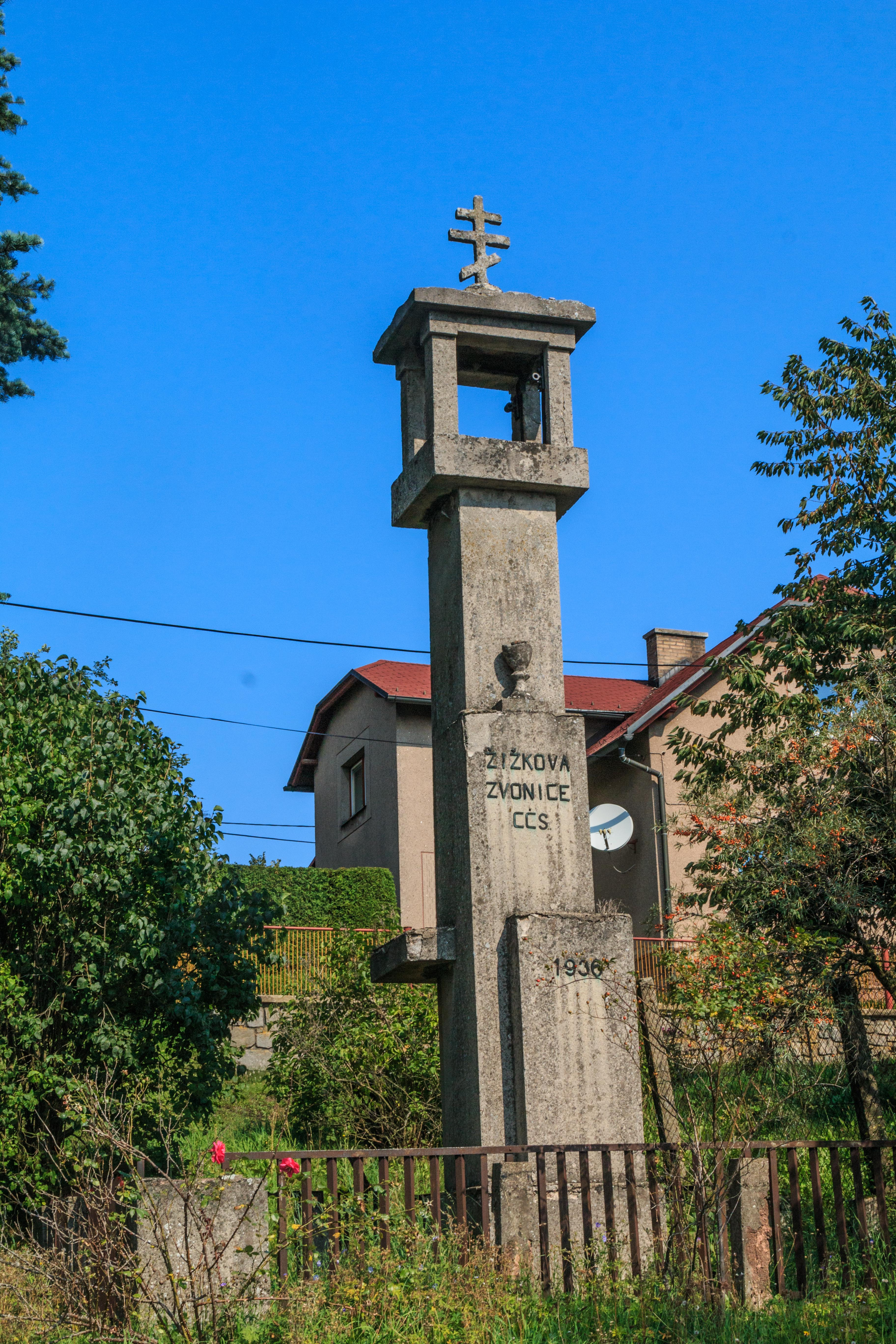
Zvonice
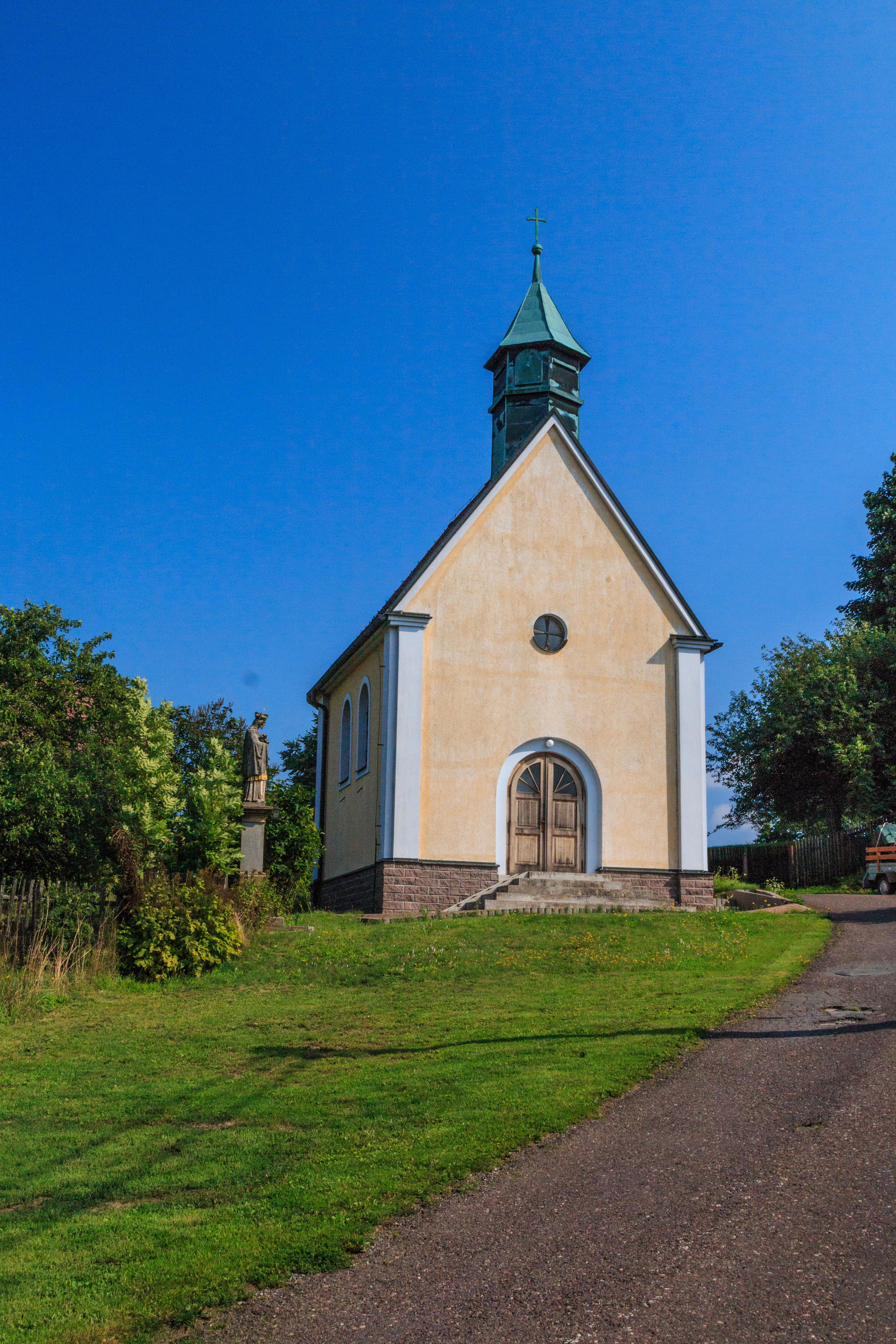
Kaple